# Rawalpindi
Rawalpindi (in urdu راولپنڈی) è una città del Pakistan di circa 3,3 milioni di abitanti della provincia del Punjab.
Sorge ad un'altezza di 506 m s.l.m. sull'Altopiano di Potwar, al principio della catena himalayana, dista 15 km da Islamabad e 250 km da Lahore.

## Storia
La città fu anche nota come Fatehpur Baori. Venne distrutta nel XVI secolo dai Moghul e riedificata da Jhanda Khan. Nel 1700 l'avventuriero Sardar Milka Singh ne fece un importante centro commerciale. Teatro della resa dei Sikh, nel 1849, dopo la famosa battaglia del Gujarat, la sua posizione strategica tra la valle dell'Indo e l'Himalaya attirò l'attenzione dell'Impero inglese che ne fece un importante centro militare. Nel 1919 la firma del trattato di indipendenza dell'Afghanistan. Il Pakistan indipendente a causa della sua vicinanza con la regione del Kashmir, contesa con l'India, ne fece dapprima la sede del quartier generale dell'esercito e poi, nel 1959, addirittura capitale in sostituzione di Karachi; perse la sua funzione di capitale provvisoria nel 1968, a vantaggio di Islamabad.

## Economia e società
La città è un importante centro commerciale, specie per prodotti agricoli e zootecnici; notevoli sono anche le lavorazioni industriali del cotone, della seta e le attività tessili in genere.
Un gasdotto la collega ai giacimenti di Dhulian, è sede di numerosi musei e di uno dei principali politecnici del paese.

## Società

### Istituzioni, enti e associazioni
La città è sede dell'Università dell'Agricoltura Arida di Rawalpindi (AAUR, Arid Agriculture University Rawalpindi), nata come centro studi e ricerche negli anni sessanta, e promossa a sede universitaria nel 1994. Il ruolo di tale Università è stato fondamentale (e lo è attualmente) per lo studio di soluzioni infrastrutturali di irrigazione e di drenaggio delle acque nel secco terreno del Pakistan. L'attuale rettore è il Professor Dr. Rai Niaz Ahmad.